# Sfoglia

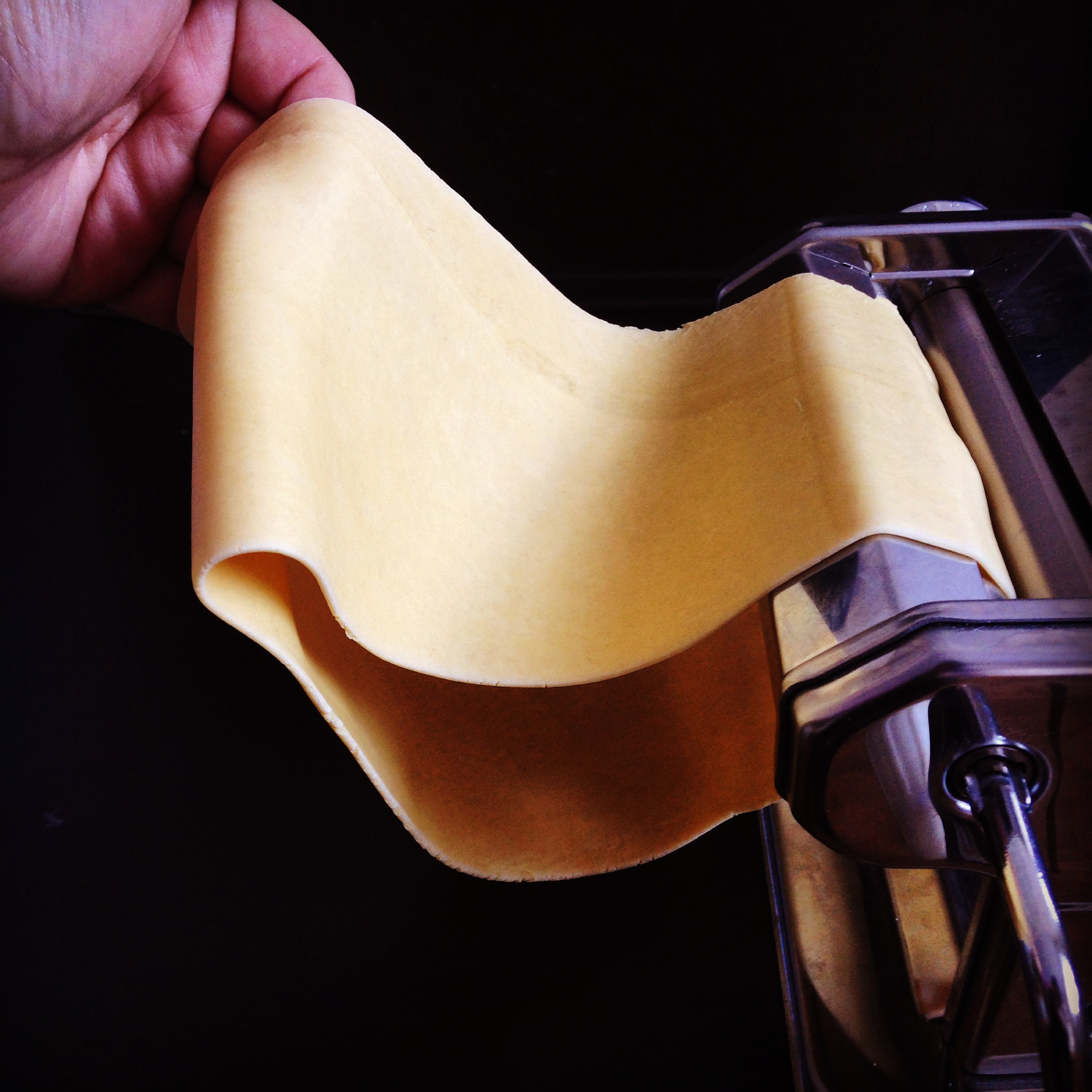
Sfoglia tirata a macchina

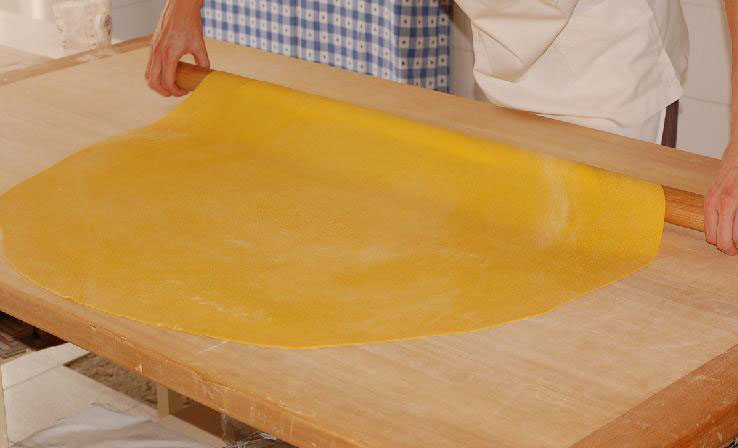
Sfoglia tirata con il mattarello

La sfoglia è la base della pasta fresca, composta normalmente da due soli ingredienti: le uova e la farina. È all'origine di molti piatti tipici della cucina emiliana, romagnola, mantovana, marchigiana e umbra. Con la sfoglia fatta a mano si preparano, infatti, piatti quali le tagliatelle, i tortellini, i tortelli, gli agnolini, i cappelletti e tutte le altre paste ripiene.
"Amurter la spoja" in dialetto bolognese significa impastare farina e uova e ottenere un miscuglio della consistenza giusta (non troppo duro e non troppo morbido) tanto da essere lavorato (tirato) con il matterello.
La brava "sfoglina" ottiene una sfoglia rotonda e sottile. Sul quanto debba essere sottile, dipende dalla preparazione, ma un modo empirico usato dalle massaie per capire se la sfoglia è stata tirata abbastanza è sollevarla con il mattarello e metterla contro la luce: se si vede la luce filtrare attraverso la pasta, allora è stata lavorata a sufficienza (a Bologna si dice che si debba vedere la Chiesa di San Luca attraverso al sfoglia).
Una volta tirata, la sfoglia viene poi tagliata nella forma definitiva del tipo di pasta che si vuole ottenere (tagliatelle o altro), oppure suddivisa in quadri o rombi per i vari tipi di pasta ripiena (principalmente tortellini e cappelletti), sui quali viene poi collocato il battuto o compenso (impasto di formaggi, carni, uovo, spezie).
Il 23 settembre 2009 è stata presentata una proposta di legge alle Camere sottoscritta dai consiglieri regionali dell'Emilia-Romagna, che riguarda la tutela e la salvaguardia e la valorizzazione della sfoglia. Il titolo del progetto è "Disposizioni per la valorizzazione e la promozione della sfoglia emiliano-romagnola e disciplina della relativa professione". 
La legge prevede anche l'istituzione della figura professionale della sfoglina. Inoltre la proposta di legge prevede l'istituzione di un comitato che si occupi di individuare quali sono i ristoranti e le osterie che servono ai clienti pasta fresca fatta a mano.
Nel 2019, a Bologna, un gruppo di cuochi e cuoche amatoriali ha realizzato la sfoglia all'uovo tirata al mattarello più lunga al mondo: 120 metri, più lunga di un campo da calcio.

## La ricetta
Ricetta ufficiale della sfoglia per i tortellini solennemente decretata dalla Delegazione di Bologna dell'Accademia italiana della cucina e dalla dotta confraternita del tortellino e depositata con atto notarile il 7 dicembre 1974, presso la Camera di Commercio di Bologna, Palazzo della Mercanzia.
Ingredienti (per 4 persone): farina tipo 00 grammi 400, uova intere n.4 (all'occorrenza si può aggiungere mezzo guscio d'acqua), una presa di sale.
Preparazione: lavorato a mano l'impasto, la sottile sfoglia così ottenuta, si arrotola su un canovaccio e si fa leggermente asciugare, a qual punto è pronta per essere stesa sul tagliere ed essere tagliata in riquadri.
Forma della sfoglia per il tortellino: riquadri di cm 4 – 4,5 per lato.